# Jean Corriveau
Pour les articles homonymes, voir Corriveau.
Jean Corriveau est un compositeur québécois.

## Filmographie
- 1982 : Les Fleurs sauvages
- 1986 : The Forgotten War
- 1987 : Un zoo la nuit
- 1988 : Des amis pour la vie
- 1989 : Justice Denied
- 1990 : Pas de répit pour Mélanie
- 1991 : La Demoiselle sauvage
- 1991 : Montréal vu par…
- 1992 : Requiem pour un beau sans-cœur
- 1995 : Toast with the Gods
- 1996 : Innocence (feuilleton TV)
- 1998 : Le Dernier Templier (The Minion)